# Minnie the Moocher
"Minnie the Moocher" är en jazzsång som första gången spelades in av Cab Calloway and His Orchestra år 1931, vilken kom att sälja i över en miljon exemplar. Sången är känd för sina inslag av nonsensartad ad lib-text/scatsång (till exempel "Hi de hi di hi di hi"). Vid framträdanden brukade Calloway låta publiken delta genom att efter honom upprepa varje scatfras, men i slutet av sången brukade Calloways fraser bli så långa och komplexa att publiken började skratta åt sina misslyckade försök att upprepa dem. Detta kan beskådas i filmen The Blues Brothers från 1980, i vilken den drygt 70-årige Calloway framför låten.
Sången "Minnie the Moocher" tilldelades priset Grammy Hall of Fame Award år 1999.